# I Love You!! 〜あなたの微笑みに〜
「I Love You!! 〜あなたの微笑みに〜」（アイ・ラヴ・ユー 〜あなたのほほえみに〜）は、松田聖子通算80枚目のシングル。2014年5月21日発売。発売元はユニバーサルシグマ。

## 解説
アルバム『Dream & Fantasy』の先行シングル。
大同生命「わたしたちの願い」篇CMソング。
DVD付初回限定盤と通常盤の2形態で発売。

## 収録曲
全作詞:松田聖子

### CD-DA
1. I Love You!! 〜あなたの微笑みに〜　（4分46秒）
  - 作曲:松田聖子・小倉良／編曲:小倉良・栗尾直樹・宮野幸子
2. Free　（4分00秒）
  - 作曲:IKI・SeoGy／編曲:小倉良・宮野幸子
3. I Love You!! 〜あなたの微笑みに〜（KARAOKE）　（4分46秒）
4. Free（KARAOKE）　（3分57秒）

### 初回限定盤DVD
1. I Love You!! 〜あなたの微笑みに〜（MV）

## 関連作品
- Dream & Fantasy
- We Love SEIKO -35th Anniversary 松田聖子究極オールタイムベスト50Songs-